# 张村河

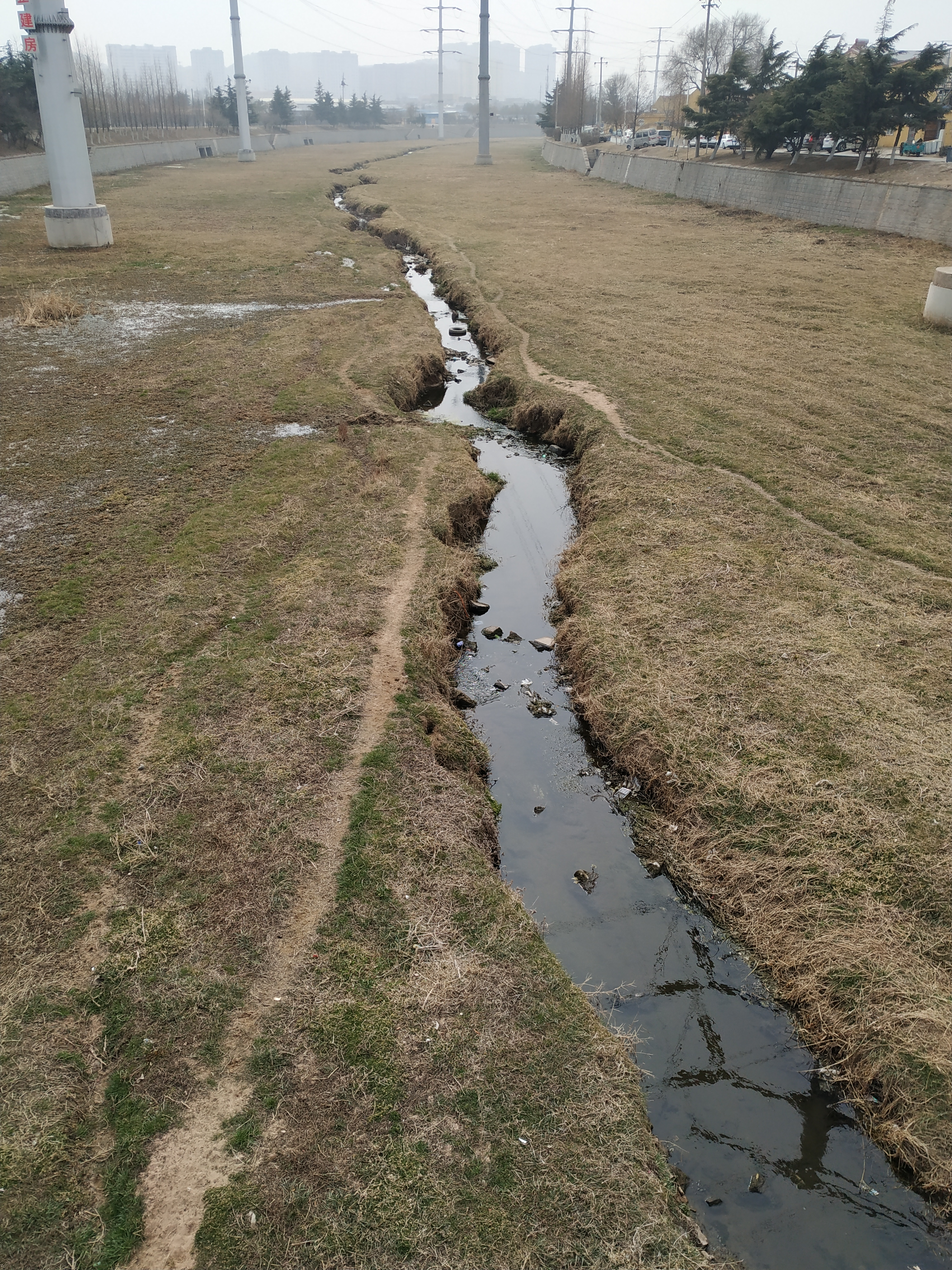
张村河张村段

张村河是位于中华人民共和国山东省青岛市胶州湾东岸城区的一条东西向河流。

## 概况
发源于崂山北宅峪夼东北雾露顶山南诸涧，流经董家下庄、大韩、河东村，在阎家山汇李村河，到胜利桥纳王埠河后注入胶州湾。河长22.5 km，流域面积131.13 km²，是季节性河流。流域内建有多处小型水库。